# الدوري الفيتنامي 2005
الدوري الفيتنامي 2005 (بالفيتنامية: Giải bóng đá vô địch quốc gia 2005)‏ هو موسم من الدوري الفيتنامي. كان عدد الأندية المشاركة فيه 12، وفاز فيه Long An FC ‏.